# Stuart Carrington
Stuart Carrington (Grimsby, 14 maggio 1990) è un giocatore di snooker inglese.

## Carriera
Dopo essere uscito per molte volte nei primissimi turni dei tornei, Stuart Carrington ha raggiunto i quarti di finale al Welsh Open 2017 nella stagione 2016-2017.
Nella prima parte della stagione 2018-2019 ha ottenuto alcuni buoni risultati come le semifinali al Riga Masters e i quarti allo Scottish Open.

## Ranking[5]
| Stagione  | Ranking iniziale | Ranking finale |
| --------- | ---------------- | -------------- |
| 2011-2012 | Non classificato | 92             |
| 2013-2014 | Non classificato | 93             |
| 2014-2015 | 68               | 63             |
| 2015-2016 | 63               | 64             |
| 2016-2017 | 64               | 46             |
| 2017-2018 | 46               | 50             |
| 2018-2019 | 50               | 50             |
| 2019-2020 | 50               | 47             |
| 2020-2021 | 47               |                |